# Euxootera cyclops
Euxootera cyclops är en fjärilsart som beskrevs av Fletcher 1961. Euxootera cyclops ingår i släktet Euxootera och familjen nattflyn. Inga underarter finns listade i Catalogue of Life.